# Ömer Toprak
Ömer Toprak (Ravensburg, 21 luglio 1989) è un ex calciatore turco con cittadinanza tedesca, di ruolo difensore.

## Biografia
Ömer Toprak è nato e cresciuto in Germania da genitori turchi.

## Caratteristiche tecniche
Difensore centrale forte fisicamente, veloce e bravo in marcatura. Abbina una buona tecnica individuale alla capacità di calciare con entrambi i piedi, che gli consente spesso di impostare l'azione dalle retrovie.

## Carriera

### Club

#### Ravensburg e Friburgo
Dopo la trafila nelle giovanili del Ravensburg si trasferisce al Friburgo e viene inserito nell'Under 17 della squadra.
L'anno successivo viene promosso in prima squadra pur continuando a giocare in primavera con l'Under 18.
Dal 2008 è stabilmente in prima squadra.
Per i tre anni successivi colleziona diverse presenze e sforna buone prestazioni, che gli consentono la chiamata del Bayer Leverkusen.

#### Bayer Leverkusen
Nell'estate del 2011 viene acquistato per 3 milioni di euro dal Bayer Leverkusen, che lo inserisce nella squadra titolare.
Ben presto Toprak diventa un perno della squadra, tant'è che gli viene assegnata la fascia di capitano nel 2016.

#### Borussia Dortmund
Il primo luglio 2017 si trasferisce al Borussia Dortmund in cambio di 12 milioni di euro.
Con il suo compagno di squadra Manuel Akanji forma un reparto difensivo molto rapido e valido tecnicamente.

#### Prestito al Werder Brema
L'11 agosto 2019 viene ufficializzato il suo passaggio in prestito annuale con opzione di riscatto al Werder Brema.

### Nazionale

#### Germania U-19
Il 14 luglio 2008 ha esordito con l'under-19 tedesca contro la Spagna, partita valevole per la fase a gironi dell'europeo di categoria, segnando anche un gol.

#### Turchia
In possesso della cittadinanza turca, ha esordito con la medesima nazionale il 15 novembre 2011, nel ritorno del play-off di qualificazione all'Europeo 2012 contro la Croazia.

## Statistiche

### Presenze e reti nei club
Statistiche aggiornate al 4 gennaio 2018.
| Stagione                | Squadra                 | Campionato              | Campionato | Campionato | Coppe nazionali | Coppe nazionali | Coppe nazionali | Coppe continentali | Coppe continentali | Coppe continentali | Altre coppe | Altre coppe | Altre coppe | Totale | Totale |
| Stagione                | Squadra                 | Comp                    | Pres       | Reti       | Comp            | Pres            | Reti            | Comp               | Pres               | Reti               | Comp        | Pres        | Reti        | Pres   | Reti   |
| ----------------------- | ----------------------- | ----------------------- | ---------- | ---------- | --------------- | --------------- | --------------- | ------------------ | ------------------ | ------------------ | ----------- | ----------- | ----------- | ------ | ------ |
| 2007-2008               | Friburgo II             | OLBW                    | 22         | 0          | -               | -               | -               | -                  | -                  | -                  | -           | -           | -           | 22     | 0      |
| lug.-dic. 2008          | Friburgo II             | RLS                     | 1          | 0          | -               | -               | -               | -                  | -                  | -                  | -           | -           | -           | 1      | 0      |
| Totale Friburgo II      | Totale Friburgo II      | Totale Friburgo II      | 23         | 0          |                 | -               | -               |                    | -                  | -                  |             | -           | -           | 23     | 0      |
| 2007-2008               | Friburgo                | BL                      | 0          | 0          | CG              | 0               | 0               | -                  | -                  | -                  | -           | -           | -           | 0      | 0      |
| 2008-2009               | Friburgo                | BL                      | 30         | 4          | CG              | 1               | 0               | -                  | -                  | -                  | -           | -           | -           | 31     | 4      |
| 2009-2010               | Friburgo                | BL                      | 14         | 0          | CG              | 0               | 0               | -                  | -                  | -                  | -           | -           | -           | 14     | 0      |
| 2010-2011               | Friburgo                | BL                      | 24         | 0          | CG              | 1               | 0               | -                  | -                  | -                  | -           | -           | -           | 25     | 0      |
| Totale Friburgo         | Totale Friburgo         | Totale Friburgo         | 68         | 4          |                 | 2               | 0               |                    | -                  | -                  |             | -           | -           | 70     | 4      |
| 2011-2012               | Bayer Leverkusen        | BL                      | 27         | 0          | CG              | 1               | 0               | UCL                | 6                  | 0                  | -           | -           | -           | 34     | 0      |
| 2012-2013               | Bayer Leverkusen        | BL                      | 26         | 1          | CG              | 2               | 0               | UEL                | 4                  | 0                  | -           | -           | -           | 32     | 1      |
| 2013-2014               | Bayer Leverkusen        | BL                      | 28         | 1          | CG              | 3               | 0               | UCL                | 8                  | 2                  | -           | -           | -           | 39     | 3      |
| 2014-2015               | Bayer Leverkusen        | BL                      | 29         | 1          | CG              | 3               | 0               | UCL                | 9                  | 0                  | -           | -           | -           | 41     | 1      |
| 2015-2016               | Bayer Leverkusen        | BL                      | 19         | 1          | CG              | 2               | 0               | UCL+UEL            | 3+1                | 0+0                | -           | -           | -           | 25     | 1      |
| 2016-2017               | Bayer Leverkusen        | BL                      | 25         | 1          | CG              | 1               | 0               | UCL                | 6                  | 0                  | -           | -           | -           | 32     | 1      |
| Totale Bayer Leverkusen | Totale Bayer Leverkusen | Totale Bayer Leverkusen | 154        | 5          |                 | 12              | 0               |                    | 37                 | 2                  |             | -           | -           | 203    | 7      |
| 2017-2018               | Borussia Dortmund       | BL                      | 11         | 0          | CG              | 1               | 0               | UCL                | 6                  | 0                  | SG          | 0           | 0           | 18     | 0      |
| Totale carriera         | Totale carriera         | Totale carriera         | 256        | 9          |                 | 15              | 0               |                    | 43                 | 2                  |             | 0           | 0           | 314    | 11     |

### Cronologia delle presenze in nazionale
| Cronologia completa delle presenze e delle reti in nazionale ― Turchia | Cronologia completa delle presenze e delle reti in nazionale ― Turchia | Cronologia completa delle presenze e delle reti in nazionale ― Turchia | Cronologia completa delle presenze e delle reti in nazionale ― Turchia | Cronologia completa delle presenze e delle reti in nazionale ― Turchia | Cronologia completa delle presenze e delle reti in nazionale ― Turchia | Cronologia completa delle presenze e delle reti in nazionale ― Turchia | Cronologia completa delle presenze e delle reti in nazionale ― Turchia |
| Data                                                                   | Città                                                                  | In casa                                                                | Risultato                                                              | Ospiti                                                                 | Competizione                                                           | Reti                                                                   | Note                                                                   |
| ---------------------------------------------------------------------- | ---------------------------------------------------------------------- | ---------------------------------------------------------------------- | ---------------------------------------------------------------------- | ---------------------------------------------------------------------- | ---------------------------------------------------------------------- | ---------------------------------------------------------------------- | ---------------------------------------------------------------------- |
| 15-11-2011                                                             | Zagabria                                                               | Croazia                                                                | 0 – 0                                                                  | Turchia                                                                | Qual. Euro 2012                                                        | -                                                                      |                                                                        |
| 29-2-2012                                                              | Bursa                                                                  | Turchia                                                                | 1 – 2                                                                  | Slovacchia                                                             | Amichevole                                                             | 1                                                                      |                                                                        |
| 24-5-2012                                                              | Wals-Siezenheim                                                        | Georgia                                                                | 1 – 3                                                                  | Turchia                                                                | Amichevole                                                             | -                                                                      | 77’                                                                    |
| 29-5-2012                                                              | Wals-Siezenheim                                                        | Bulgaria                                                               | 0 – 2                                                                  | Turchia                                                                | Amichevole                                                             | 1                                                                      |                                                                        |
| 2-6-2012                                                               | Lisbona                                                                | Portogallo                                                             | 1 – 3                                                                  | Turchia                                                                | Amichevole                                                             | -                                                                      |                                                                        |
| 5-6-2012                                                               | Ingolstadt                                                             | Turchia                                                                | 2 – 0                                                                  | Ucraina                                                                | Amichevole                                                             | -                                                                      | 32’                                                                    |
| 15-8-2012                                                              | Vienna                                                                 | Austria                                                                | 2 – 0                                                                  | Turchia                                                                | Amichevole                                                             | -                                                                      |                                                                        |
| 7-9-2012                                                               | Amsterdam                                                              | Paesi Bassi                                                            | 2 – 0                                                                  | Turchia                                                                | Qual. Mondiali 2014                                                    | -                                                                      |                                                                        |
| 11-9-2012                                                              | Istanbul                                                               | Turchia                                                                | 3 – 0                                                                  | Estonia                                                                | Qual. Mondiali 2014                                                    | -                                                                      |                                                                        |
| 12-10-2012                                                             | Istanbul                                                               | Turchia                                                                | 0 – 1                                                                  | Romania                                                                | Qual. Mondiali 2014                                                    | -                                                                      |                                                                        |
| 16-10-2012                                                             | Budapest                                                               | Ungheria                                                               | 3 – 1                                                                  | Turchia                                                                | Qual. Mondiali 2014                                                    | -                                                                      | 90+3’                                                                  |
| 6-2-2013                                                               | Manisa                                                                 | Turchia                                                                | 0 – 2                                                                  | Rep. Ceca                                                              | Amichevole                                                             | -                                                                      |                                                                        |
| 28-5-2013                                                              | Duisburg                                                               | Turchia                                                                | 3 – 3                                                                  | Lettonia                                                               | Amichevole                                                             | -                                                                      | 90’                                                                    |
| 31-5-2013                                                              | Bielefeld                                                              | Turchia                                                                | 0 – 2                                                                  | Slovenia                                                               | Amichevole                                                             | -                                                                      |                                                                        |
| 14-8-2013                                                              | Istanbul                                                               | Turchia                                                                | 2 – 2                                                                  | Ghana                                                                  | Amichevole                                                             | -                                                                      |                                                                        |
| 6-9-2013                                                               | Kayseri                                                                | Turchia                                                                | 5 – 0                                                                  | Andorra                                                                | Qual. Mondiali 2014                                                    | -                                                                      |                                                                        |
| 10-9-2013                                                              | Bucarest                                                               | Romania                                                                | 0 – 2                                                                  | Turchia                                                                | Qual. Mondiali 2014                                                    | -                                                                      |                                                                        |
| 11-10-2013                                                             | Tallinn                                                                | Estonia                                                                | 0 – 2                                                                  | Turchia                                                                | Qual. Mondiali 2014                                                    | -                                                                      |                                                                        |
| 15-10-2013                                                             | Istanbul                                                               | Turchia                                                                | 0 – 2                                                                  | Paesi Bassi                                                            | Qual. Mondiali 2014                                                    | -                                                                      |                                                                        |
| 25-5-2014                                                              | Dublino                                                                | Irlanda                                                                | 1 – 2                                                                  | Turchia                                                                | Amichevole                                                             | -                                                                      |                                                                        |
| 29-5-2014                                                              | Washington                                                             | Honduras                                                               | 0 – 2                                                                  | Turchia                                                                | Amichevole                                                             | -                                                                      |                                                                        |
| 3-9-2014                                                               | Odense                                                                 | Danimarca                                                              | 1 – 2                                                                  | Turchia                                                                | Amichevole                                                             | -                                                                      |                                                                        |
| 9-9-2014                                                               | Reykjavík                                                              | Islanda                                                                | 3 – 0                                                                  | Turchia                                                                | Qual. Euro 2016                                                        | -                                                                      | 55’, 59’                                                               |
| 6-10-2016                                                              | Konya                                                                  | Turchia                                                                | 2 – 2                                                                  | Ucraina                                                                | Qual. Mondiali 2018                                                    | -                                                                      |                                                                        |
| 9-10-2016                                                              | Reykjavík                                                              | Islanda                                                                | 2 – 0                                                                  | Turchia                                                                | Qual. Mondiali 2018                                                    | -                                                                      |                                                                        |
| 24-3-2017                                                              | Adalia                                                                 | Turchia                                                                | 2 – 0                                                                  | Finlandia                                                              | Qual. Mondiali 2018                                                    | -                                                                      |                                                                        |
| 9-10-2017                                                              | Turku                                                                  | Finlandia                                                              | 2 – 2                                                                  | Turchia                                                                | Qual. Mondiali 2018                                                    | -                                                                      |                                                                        |
| Totale                                                                 |                                                                        | Presenze                                                               | 27                                                                     |                                                                        | Reti                                                                   | 2                                                                      |                                                                        |

## Palmares

### Club

#### Competizioni nazionali
- Supercoppa di Germania: 1

Borussia Dortmund: 2019
- Campionato tedesco di seconda divisione: 1

Friburgo: 2008-2009

### Nazionale
- Campionato d'Europa Under-19: 1

2008